# Sartoris
Sartoris is een roman van de Amerikaanse auteur William Faulkner die in 1929 werd gepubliceerd. Faulkners derde roman vertelt het verhaal van de Sartoris-clan, de oude aristocratische familie van het imaginaire "Yoknapatawpha County" in Mississippi. Sartoris is een ingekorte versie van een roman die pas in 1973 onder de oorspronkelijke titel Flags in the Dust zou verschijnen.
Sartoris / Flags in the Dust was cruciaal in Faulkners ontwikkeling als romanschrijver. Door de Sartoris vier generaties te volgen, ontdekte hij het metaforische potentieel van de familiekroniek, waar hij herhaaldelijk naar zou terugkeren in romans als Light in August, Absalom, Absalom!, Go Down, Moses en The Hamlet. Zo vinden veel personages, plaatsen en thema's van de latere romans en verhalen van Faulkner hun oorsprong in Sartoris: de familie Snopes, de stad Frenchman's Bend, de onnatuurlijke liefde tussen een broer en zus, de familie McCallum die in eenheid leeft met de natuur, en het conflict tussen twee vormen van gedrag en sociale codes, vertegenwoordigd door de families Sartoris en Snopes.